# ヴェルデーリオ
ヴェルデーリオ（伊: Verderio）は、イタリア共和国ロンバルディア州レッコ県にある、人口約5,500人の基礎自治体（コムーネ）。
2014年2月4日にヴェルデーリオ・スペリオーレとヴェルデーリオ・インフェリオーレが合併して発足した。

## 名称
標準イタリア語以外では以下の名を持つ。
- ロンバルド語ブリアンツァ方言 (it:Dialetto brianzolo) : Verdé [4]

## 地理

### 位置・広がり
レッコ県南部に位置するコムーネ。県都レッコから南へ21km、州都ミラノから北東へ30kmの距離にある。町役場はヴェルデーリオ・スペリオーレに置かれている。

#### 隣接コムーネ
隣接するコムーネは以下の通り。括弧内のLCはレッコ県、MBはモンツァ・エ・ブリアンツァ県所属を示す。
- パデルノ・ダッダ - 北
- コルナーテ・ダッダ (MB) - 南東
- スルビアーテ (MB) - 南
- アイクルツィオ (MB) - 南
- ベルナレッジョ (MB) - 南西
- ロンコ・ブリアンティーノ (MB) - 西
- ロッビアーテ - 北西

### 気候分類・地震分類
気候分類では、zona E, 2425 GGに分類される。
また、イタリアの地震リスク階級 (it) では、zona 3 (sismicità bassa) に分類される。

## 歴史

### 古代から近世
Verderio という地名は、おそらくは「庭園」を意味するラテン語 viridarium に由来する。ローマ文明の足跡は、考古学的な遺跡やケントゥリアティオ (it:Centuriazione) （土地の方格設計）とともに、この地域の地名にも残されている。たとえば、Vicus Mercati（ヴィメルカーテ Vimercate）、Hiberna Regis（ベルナレッジョ Bernareggio）などである。紀元前222年、執政官マルクス・クラウディウス・マルケッルスに率いられたローマ軍は、この地でインスブリ人 (Insubri) を破った。
この地にはその後ランゴバルド人、ついでフランク人が暮らしたことが、考古学的な調査から判明している。現在は市庁舎となっている Villa Gallavresi からは、10世紀にさかのぼる城の遺構が発掘されている。12世紀から14世紀にかけて、この街にはテンプル騎士団が所在し、コマンドリー（騎士団の所領）と Castel Negrino の城（現在はアイクルツィオの一部であるが、当時はヴェルデーリオに属していた）という二つの重要な拠点に加え、Brugarola には農園が置かれた。騎士団の名簿には Dalmazio da Verderio という人物が載せられている。1312年にフランスのフィリップ4世（端麗王）によってテンプル騎士団が解体されると、その資産はマルタ騎士団に引き渡されている。
フランス革命戦争（第二次対仏大同盟）中の1799年4月28日、当地でヴェルデーリオの戦いが行われた。オーストリア帝国・ロシア帝国連合軍（指揮官はVucassovich将軍）とフランス軍（指揮官はSérrurier将軍）が衝突したこの戦闘において、フランス兵は Villa Confalonieri に立てこもり降伏を余儀なくされたが、戦死者3000人のほとんどはオーストリア兵であった。勝者ははじめ解放者として迎えられたが、略奪、放火や破壊その他の行為によって人々を失望させた。街にはこの悲惨な出来事を記念する2つの銘板がある。

### 上下ヴェルデーリオ
ヴェルデーリオのコムーネが、ヴェルデーリオ・スペリオーレ（上ヴェルデーリオ）とヴェルデーリオ・インフェリオーレ（下ヴェルデーリオ）に分けられた歴史ははっきりしない。12世紀にさかのぼるとする説や、テンプル騎士団壊滅に関連付ける説がある。確かなことは、1412年の史料に「上と下のヴェルデーリオ (Verderio de sora e de sotto)」と記されていることである。なお、1874年には両コムーネが一時的に統合された。
一方、カトリック教会の教区はヴェルデーリオ教区 (Parrocchia di Verderio) として単一のものであった。この教区はトレント公会議後、ミラノ大司教カルロ・ボッロメーオ（のちに列聖）が1571年と1583年に司牧訪問したことによって設立された。しかしながら、1778年にヴェルデーリオ・インフェリオーレ教区が設定されて教区教会が建設され（現在の教会の建物は1906年建設である）、単一教区の時代は終わった。
両コムーネは、小学校や図書館、体育館などの施設を共有してきた。このため、両コムーネの統合に関する住民投票（両コムーネでそれぞれ過半数の賛同が要求される）が数度行われた。1994年と2004年に行われた投票では合併は否決された（ヴェルデーリオ・インフェリオーレは二度とも賛成過半数であったが、ヴェルデーリオ・スペリオーレでは二度とも反対過半数であった）。2013年12月1日に行われた住民投票において、両コムーネで合併が可とされた。2014年2月4日、州議会により新自治体ヴェルデーリオが設立された。コムーネの最初の選挙は、2014年5月25日に行われた。